# Wheelerigobius maltzani
Wheelerigobius maltzani är en fiskart som först beskrevs av Steindachner, 1881.  Wheelerigobius maltzani ingår i släktet Wheelerigobius och familjen smörbultsfiskar. Inga underarter finns listade i Catalogue of Life.